# Filmarchiv des DFF
Das Filmarchiv des DFF (bis 2019 Filmarchiv des DIF) ist eine Abteilung des DFF – Deutsches Filminstitut & Filmmuseum e.V. und eines der größten Filmarchive Deutschlands.
Privat als Archiv für Filmwissenschaft von Hanns Wilhelm Lavies 1947 gegründet, war es ab 1952 unter der Bezeichnung Deutsches Filmarchiv in das Deutsche Institut für Filmkunde (DIF) eingegliedert. Aufgrund von Eigentumskonflikten wurde es ab 1956 unter gleicher Bezeichnung von einem neu gegründeten Verein betrieben. Seit 1962 ist es wieder eine Abteilung des DIF, das seit 2019 DFF – Deutsches Filminstitut & Filmmuseum heißt.
Das Archiv umfasst über 28.000 Filmwerke seit 1896 mit einem Schwerpunkt auf 1908 bis 1945. Die 2013 begonnene Digitalisierung der Bestände wird durch die Beauftragte der Bundesregierung für Kultur und Medien (BKM) sowie seit 2019 durch das Förderprogramm Filmerbe gefördert. Mit fortschreitender Restaurierung der Bestände können inzwischen 6.500 Titel von Kinos, Festivals und Kulturveranstaltern ausgeliehen werden.
Ebenso wie das Bildarchiv und die Gerätesammlung des DFF befindet sich das Filmarchiv in einem Gebäudekomplex im Wiesbadener Stadtteil Biebrich. Es ist nicht zu verwechseln mit dem DFF-Archivzentrum mit Sammlungen, Nachlässen, Plakaten und Musik sowie den DFF-Abteilungen Bibliothek und Textarchiv an verschiedenen Standorten in Frankfurt am Main.
Das Filmarchiv des DFF ist Mitglied des Deutschen Kinematheksverbunds (KV), der Association des Cinémathèques Européennes (ACE) sowie der Fédération Internationale des Archives du Film (FIAF). Es wird geleitet von Thomas Worschech.

## Geschichte

### Anfänge als privatesArchiv für Filmwissenschaft(1947–1949)
Durch den Zweiten Weltkrieg waren die Bestände sowohl des Reichsfilmarchivs als auch der Ufa-Lehrschau teils vernichtet oder verloren, teils verstreut oder beschlagnahmt worden. Die erste Initiative zur Einrichtung eines Nachfolgers ging 1947 in Marburg von Hanns Wilhelm Lavies aus, der als Privatmann nach Kriegsende begann, Filme und filmbezogene Dokumente in den westdeutschen Besatzungszonen zusammenzutragen. Er wurde dabei von den amerikanischen Besatzungsbehörden unterstützt.
Die als Archiv für Filmwissenschaft bezeichnete Sammlung versuchte er – auf der Suche nach einem Träger – vergeblich dem Kunsthistorischen Institut der Universität Marburg anzugliedern. Das Archiv zog dann 1948 durch Unterstützung von Curt Oertel nach Wiesbaden, wo sich u. a. mit der Spitzenorganisation der Filmwirtschaft (SPIO), dem Hauptverband Deutscher Filmtheater und dem Verband der Filmverleiher weitere wichtige Organisationen der Filmindustrie ansiedelten. Dort zog es 1949 vom Haus des Produzentenverbandes gemeinsam mit der SPIO ins Biebricher Schloss.

### Institutionalisierung in Form des Deutschen Instituts für Filmkunde (1949–1956)
Als neue Dachorganisation wurde am 13. April 1949 das von der Filmwirtschaft finanzierte und Hanns Wilhelm Lavies geleitete Deutsche Institut für Filmkunde (DIF) gegründet, das fortan das Filmarchiv betrieb. Da das DIF auch weitere Aufgaben übernahm, wurde 1952 das Filmarchiv unter der Bezeichnung Deutsches Filmarchiv zu einer von mehreren Abteilungen des DIF. Lavies bemühte sich, es als würdigen Nachfolger des Reichsfilmarchivs mit Bedeutung für ganz Westdeutschland zu etablieren.

### Zwischenzeitliche Ausgliederung (1956–1962)
Da Lavies die neue Sammlung weitgehend in persönlicher Initiative zusammengetragen hatte, leitete er das DIF auch weiterhin wie eine eigene Einrichtung, was zu erheblichen Eigentumskonflikten mit der Filmwirtschaft führte. Diese Auseinandersetzungen führten schließlich dazu, dass am 29. Mai 1956 die Einrichtungen in Form der neu gegründeten Vereine Deutsches Institut für Filmkunde e.V. und Deutsches Filmarchiv e.V. mit Sitz in Wiesbaden organisatorisch getrennt wurden. Zunächst leitete Lavies beide Vereine und schied erst zum 1. Januar 1959 aus dem Institut aus, nachdem die SPIO seine Eigentumsrechte am Bestand übernommen hatte. Max Lippmann wurde neuer Direktor des DIF, an dem inzwischen auch öffentliche Träger beteiligt waren.

### Rückkehr zum Deutschen Institut für Filmkunde (seit 1962)
Als Lavies im Juni 1962 das Deutsche Filmarchiv verließ, wurde es wieder als Abteilung ins DIF integriert und der Verein Deutsches Filmarchiv e.V. aufgelöst. Die Bezeichnung Deutsches Filmarchiv wurde aufgegeben; seither wird es lediglich als Filmarchiv des DIF bzw. seit dessen Umbenennung 2019 als Filmarchiv des DFF bezeichnet.
Der Sitz des Deutschen Instituts für Filmkunde wurde 1982 von Wiesbaden nach Frankfurt verlegt. Das Filmarchiv ist jedoch weiterhin, seit 2009 in neuen Räumlichkeiten, in Wiesbaden-Biebrich ansässig.

## Gegenwart
Das DFF-Filmarchiv gehört heute neben jenen des Bundesarchivs und der Deutschen Kinemathek zu den bedeutendsten Filmarchiven Deutschlands. Es umfasst über 28.000 Filmwerke verschiedenster Gattungen und Epochen, darunter Werke des frühen Kinos, des Avantgardefilms, der Weimarer Republik, des Neuen Deutschen Films und des europäischen Autorenkinos. Besonders hervorzuheben sind die international bedeutenden historischen deutschen Filme vor 1945 sowie umfangreiche Bestände zu Animations-, Werbe- und Industriefilmen. Die Sammlung deckt eine Vielzahl an Formaten ab – von klassischen 35-mm-Kopien bis hin zu seltenen und digitalen Formaten – und wird stetig durch Ankäufe, Schenkungen und Kooperationen erweitert.
Das Filmarchiv restauriert regelmäßig Filme und stellt einen zunehmenden Teil seines Bestands über ein wachsendes internationales Verleihprogramm für Kinos und Festivals zur Verfügung. Es ist auf Anfrage für Forschungszwecke zugänglich.